# Siegfried Graetschus
Siegfried Graetschus (9 de junio de 1916 - 14 de octubre de 1943) fue un funcionario alemán de las SS oberscharführer en el campo de exterminio de Sobibor durante la Operación Reinhard, la fase más mortífera del Holocausto en la Polonia ocupada. Fue asesinado por un prisionero durante el levantamiento de Sobibor.
Graetschus se unió a las SS en 1935 y al Partido Nazi en 1936. Sirvió en el Centro de Eutanasia de Bernburg y en el campo de exterminio de Treblinka antes de ser enviado a Sobibor en agosto de 1942. Sucedió a Erich Lachmann como comandante de los aproximadamente 200 guardias ucranianos Trawniki en Sobibor.
Graetschus fue asesinado durante la revuelta de prisioneros en Sobibor. Si bien las fuentes coinciden en que fue asesinado en el cuartel del zapatero con un hacha en la cabeza, difieren en si el golpe fatal lo asestó Yehuda Lerner, un judío de Varsovia, o Arkady Wajspapir, un soldado judío del Ejército Rojo.